# مهرجان ملبورن السينمائي الدولي
مهرجان ملبورن السينمائي الدولي (MIFF) (بالإنجليزية: Melbourne International Film Festival)‏ هو مهرجان أفلام سنوي يعقد على مدى ثلاثة أسابيع في ملبورن، أستراليا. وقد تأسس في عام 1952 ويعد واحداً من أقدم المهرجانات السينمائية في العالم. MIFF هو واحد من أربعة مهرجانات سينمائية كبرى تقام في ملبورن. اعتبارا من عام 2013، المدير الفني للمهرجان هو ميشيل كاري.

## وصلات خارجية
- مهرجان ملبورن السينمائي الدولي على موقع IMDb (الإنجليزية)
- مهرجان ملبورن السينمائي الدولي على موقع الموسوعة البريطانية (الإنجليزية)

- الموقع الرسمي